# Марчюлёнис, Шарунас
Раймондас Шарунас Марчюлёнис (лит. Raimondas Šarūnas Marčiulionis; 13 июня 1964, Каунас) — советский и литовский баскетболист. Мощный защитник разыгрывающего и атакующего плана. Заслуженный мастер спорта СССР (1988). Член Зала славы баскетбола (2014).

## Биография
Родился в семье Юозаса Марчюлёниса и Лаймуте Драздаускайте. При рождении получил двойное имя — Раймондас-Шарунас. Вторая часть имени дана в честь героя литовского народного фольклора.
Поначалу занимался большим теннисом — на корт привела сестра. Карьера теннисиста не задалась, поскольку в городской газете появилась резкая критика манеры игры подростка, переученного левши, владеющего правой рукой весьма посредственно. Затем записался в баскетбольную школу и одно время разрывался между двумя секциями. Чуть позже сделал окончательный выбор в пользу баскетбола. Первый тренер — Юрий Федоров.
По окончании школы в 1980 году поступил в ВилГУ, где начал выступать за университетскую сборную. Марчюлёниса заметил главный тренер «Статибы» Римантас Эндрияйтис и пригласил в команду, за которую выступал до 1989 года.
В первый же год выступления за «Статибу» был приглашен в юношескую сборную СССР. Как игрок основной сборной страны заявил о себе на чемпионате Европы-1987 в Афинах.
24 июня 1989 одним из первых советских баскетболистов уехал играть в НБА, заключив контракт (в обход Госкомспорта СССР) с клубом «Голден Стэйт Уорриорз», где главным тренером был хорошо знакомый ему Дон Нельсон. Полноценно заявить о себе в НБА Марчюлёнис сумел только на 3-й год, когда Дон Нельсон предоставил игроку большую свободу действий на площадке. В результате, по итогам сезона 91/92 у него была самая высокая результативность среди игроков, выходящих на замену (18,9 очка за игру); у него был самый высокий процент попаданий с игры среди всех защитников (52,5 %).
В НБА выступал до 1997 года. Карьера в НБА неоднократно прерывалась травмами, из-за чего он полностью пропустил сезон 1993—1994 гг.
Триумфальным во многом благодаря Марчюлёнису стало для сборной Литвы выступление на чемпионате Европы по баскетболу 1995 года, где литовцы взяли «серебро».
Продолжению успешной карьеры помешала травма — разрыв коленных связок. Закончил карьеру активного спортсмена в 33 года.
Окончил исторический факультет Вильнюсского государственного университета, специальность — журналистика.
С 1998 года — Чрезвычайный Посол и Почетный уполномоченный министр посольства Литовской Республики в США. Живёт и работает в Вильнюсе. 
Владел четырёхзвёздочной гостиницей «Шарунас» (открылась в 1992 году) и баскетбольной школой. 2 октября 2015 года было объявлено о закрытии гостиницы. Баскетбольная школа была закрыта после сезона 2015/16.
По окончании игровой карьеры создал и возглавил Североевропейскую баскетбольную лигу, которая однако просуществовала недолго.
8 августа 2014 года был избран в Зал славы баскетбола, в 2015 году стал членом Зала славы ФИБА.
26 мая 2019 года был избран в Европейский парламент от партии Союз крестьян и зелёных Литвы (партия получила 2 из 11 мест Литвы). Однако уже 28 мая Шарунас заявил, что отказывается от мандата депутата Европарламента, сославшись на то, что для этой работы нужны опытные политики, а он хочет сконцентрироваться на начатых в Литве проектах привлечения к спорту молодежи и решения проблем спортсменов, завершивших карьеру.

## Достижения
- Олимпийский чемпион 1988 (сб. СССР). Бронзовый призёр ОИ-1992, ОИ-1996 (сб. Литвы)
- Серебряный призёр ЧЕ-1987 (сб. СССР) и ЧЕ-95 (сб. Литвы). Бронзовый призёр Евро-1989 (сб. СССР)
- MVP ЧЕ-1995.

## Награды
- Кавалер советского ордена «Знак Почёта»
- Офицерский крест Ордена Великого князя Литовского Гядиминаса (1995)[4]
- Командорский крест Ордена Великого князя Литовского Гядиминаса (1995)[5]
- Кавалер Большого креста Ордена Великого князя Литовского Гядиминаса (1996)[6]
- Орден «Знак почёта» Олимпийского комитета Литвы
- Медаль Короля Миндаугаса
- Медаль «За высокие спортивные достижения» I степени
- Почётная грамота ФИБА
- Орден Дружбы (Россия, 21 декабря 2006 года) — за большой вклад в укрепление дружественных отношений и развитие сотрудничества между государствами в области спорта[7]

## Семья
С марта 2012 года женат вторым браком на партнёре по бизнесу Лауре Микелёните.
Имеет троих детей: 
- дочь Кристе (1987 г. р.), по мужу Сареяни — от первого брака с баскетболисткой Ингридой Рейниковой;
- сын Аугустас (2002 г. р.) от отношений с певицей Сандрой Хлевицкайте;
- дочь Урте (2005 г. р.) от отношений с моделью и телеведущей Котриной Кирдейките.

## Статистика

### Статистика в НБА
| Сезон                                                                                    | Команда      | Регулярный сезон | Регулярный сезон | Регулярный сезон | Регулярный сезон | Регулярный сезон | Регулярный сезон | Регулярный сезон | Регулярный сезон | Регулярный сезон | Регулярный сезон | Регулярный сезон | Серия плей-офф | Серия плей-офф | Серия плей-офф | Серия плей-офф | Серия плей-офф | Серия плей-офф | Серия плей-офф | Серия плей-офф | Серия плей-офф | Серия плей-офф | Серия плей-офф |
| Сезон                                                                                    | Команда      | GP               | GS               | MPG              | FG%              | 3P%              | FT%              | RPG              | APG              | SPG              | BPG              | PPG              | GP             | GS             | MPG            | FG%            | 3P%            | FT%            | RPG            | APG            | SPG            | BPG            | PPG            |
| ---------------------------------------------------------------------------------------- | ------------ | ---------------- | ---------------- | ---------------- | ---------------- | ---------------- | ---------------- | ---------------- | ---------------- | ---------------- | ---------------- | ---------------- | -------------- | -------------- | -------------- | -------------- | -------------- | -------------- | -------------- | -------------- | -------------- | -------------- | -------------- |
| 1989/90                                                                                  | Голден Стэйт | 75               | 3                | 22,6             | 51,9             | 25,6             | 78,7             | 2,9              | 1,6              | 1,3              | 0,1              | 12,1             | Не участвовал  | Не участвовал  | Не участвовал  | Не участвовал  | Не участвовал  | Не участвовал  | Не участвовал  | Не участвовал  | Не участвовал  | Не участвовал  | Не участвовал  |
| 1990/91                                                                                  | Голден Стэйт | 50               | 10               | 19,7             | 50,1             | 16,7             | 72,4             | 2,4              | 1,7              | 1,2              | 0,1              | 10,9             | 9              | 0              | 22,9           | 50,0           | 0,0            | 89,7           | 2,6            | 3,0            | 1,2            | 0,1            | 13,2           |
| 1991/92                                                                                  | Голден Стэйт | 72               | 5                | 29,4             | 53,8             | 30,0             | 78,8             | 2,9              | 3,4              | 1,6              | 0,1              | 18,9             | 4              | 0              | 33,3           | 53,2           | 50,0           | 82,9           | 2,3            | 5,0            | 0,8            | 0,3            | 21,3           |
| 1992/93                                                                                  | Голден Стэйт | 30               | 8                | 27,9             | 54,3             | 20,0             | 76,1             | 3,2              | 3,5              | 1,7              | 0,1              | 17,4             | Не участвовал  | Не участвовал  | Не участвовал  | Не участвовал  | Не участвовал  | Не участвовал  | Не участвовал  | Не участвовал  | Не участвовал  | Не участвовал  | Не участвовал  |
| 1994/95                                                                                  | Сиэтл        | 66               | 4                | 18,1             | 47,3             | 40,2             | 73,2             | 1,0              | 1,7              | 1,1              | 0,0              | 9,3              | Не участвовал  | Не участвовал  | Не участвовал  | Не участвовал  | Не участвовал  | Не участвовал  | Не участвовал  | Не участвовал  | Не участвовал  | Не участвовал  | Не участвовал  |
| 1995/96                                                                                  | Сакраменто   | 53               | 0                | 19,6             | 45,2             | 40,8             | 77,5             | 1,5              | 2,2              | 1,0              | 0,1              | 10,8             | 4              | 0              | 25,3           | 27,6           | 22,2           | 60,0           | 1,8            | 3,5            | 2,5            | 0,0            | 7,3            |
| 1996/97                                                                                  | Денвер       | 17               | 0                | 15,0             | 37,6             | 36,7             | 80,6             | 1,8              | 1,5              | 0,7              | 0,1              | 6,8              | Не участвовал  | Не участвовал  | Не участвовал  | Не участвовал  | Не участвовал  | Не участвовал  | Не участвовал  | Не участвовал  | Не участвовал  | Не участвовал  | Не участвовал  |
|                                                                                          | Всего        | 363              | 30               | 22,4             | 50,5             | 36,9             | 76,8             | 2,3              | 2,2              | 1,3              | 0,1              | 12,8             | 17             | 0              | 25,9           | 46,9           | 23,8           | 82,1           | 2,3            | 3,6            | 1,4            | 0,1            | 13,7           |
| Наведите курсор мыши на аббревиатуры в заголовке таблицы, чтобы прочесть их расшифровку. |              |                  |                  |                  |                  |                  |                  |                  |                  |                  |                  |                  |                |                |                |                |                |                |                |                |                |                |                |